# Achille Rambois
Achille Rambois (1810 — 1882) foi um cenógrafo, decorador de interiores e arquiteto que se destacou nos meios intelectuais e teatrais de Lisboa durante as décadas de 1850 a 1870. Foi aluno do conhecido cenógrafo milanês Alessandro Sanquirico, sendo contratado para o Teatro de São Carlos em 1834. Em colaboração com Giuseppe Luigi Cinatti, para além da cenografia em diversos teatros, dedicou-se à decoração de interiores e à arquitectura, deixando uma marca no gosto lisboeta. Ficou conhecido pela tentativa falhada de construir um torreão no Mosteiro dos Jerónimos, que desabou a 18 de Dezembro de 1878, quando ainda em construção, causando pelo menos 8 mortos.